# Stade des Costières
Pour l’article ayant un titre homophone, voir Costière (homonymie).
Le stade des Costières, est une enceinte sportive située à Nîmes, dans le département du Gard en région Occitanie. Bâti au sud de la ville, le quartier dénommé Les Costières, il doit son nom au plateau viticole des Costières, qui s'étend au sud de Nîmes sur près de quarante kilomètres.
Il constitue le principal équipement sportif de Nîmes et le terrain de jeu du Nîmes Olympique de son inauguration le 15 février 1989 à 2022. 
Géré par la municipalité de la ville de Nîmes, il a connu quelques rénovations. L'ensemble des tribunes du stade actuel sont construites entre 1987 et 1989, ce qui porte sa capacité d'accueil à 15 788 places assises. Trentième stade français au nombre de places proposées, l'enceinte a été également utilisée pour des matchs de rugby à XV. À partir de 2022 et le retrait du Nîmes Olympique au profit du stade des Antonins, le stade est aujourd'hui à l'abandon.

## Situation et accès

### Situation
Le stade des Costières se situe en périphérie sud de la ville de Nîmes, à proximité du parc des expositions et d'autres infrastructures sportives (salle omnisports du Parnasse, stade nautique Nemausa).

### Desserte en transports
Le stade est accessible via la ligne 7 (arrêt Costières) et la ligne  T1 (arrêt Costières-Parnasse) du réseau de transports en commun TANGO. La ligne de trambus, mise en circulation en septembre 2012, relie le centre-ville au stade en moins de 10 min.
En voiture, la gare de Nîmes se trouve à 10 min du stade et l'aéroport de Nîmes-Garons à 15 min environ.

## Histoire

### Projet et inauguration
L'histoire du stade des Costières est liée à celle du quartier des Costières, sorti de terre au milieu des années 1980. Le projet du stade des Costières est lancé par la municipalité Bousquet en janvier 1987. Parmi d'autres projets, c'est celui des architectes Marc Chausse et Vittorio Gregotti (à qui l'on doit également le Stade Luigi Ferraris de Gênes) qui est retenu. Le nom est choisi en référence à l'espace géographique près duquel est bâti le complexe. Il fait également référence au vignoble éponyme qui ceinture la Rome française.
Le stade est inauguré le 15 février 1989, à l'occasion d'une rencontre opposant l'équipe de France A' à son homologue hollandaise, où évolue notamment Dennis Bergkamp. Le premier match du Nîmes Olympique dans cette enceinte est joué le 4 mars 1989 contre Montceau dans le cadre du championnat de 2e division. Le match n'attire que 3 647 spectateurs[réf. nécessaire].

### Depuis 2022: le stade à l'abandon
En 2022, le Nîmes Olympique quitte le stade pour un nouveau stade de transition plus moderne, le stade des Antonins. Plusieurs pistes pour le futur du stade sont alors évoquées, entre la rénovation ou la démolition pour reconstruire un nouveau stade sur le même site. 
En 2024, la ville refuse le permis de construire d'un nouveau stade au propriétaire, appuyé par un avis défavorable de la commission nationale d’aménagement commercial. En parallèle, plusieurs études sont commandées pour estimer le coût de rénovation pour maintenir une homologation au niveau National 1.

## Structure et équipements
| Tribune nord : 5 261 places | Pesage ouest : 3 696 places                                         | Tribune sud : 6 189 places                                                                                                 | Pesage est : 3 416 places                                           |
| --- | ------------------------------------------------------------------- | --- | ------------------------------------------------------------------- |
| - A : 900 places - B : 720 places - C : 522 places + 10 radio + 88 officiels - D : 280 places + 189 partenaires + 156 officiels - E : 435 places + 60 Presse + 88 officiels - F : 715 places - G : 900 places - 33 loges de 6 places | - S : 910 places - T : 938 places - U : 938 places - V : 910 places | - L : 1 008 places - M : 807 places - N : 807 places - O : 945 places - P : 807 places - Q : 807 places - R : 1 008 places | - H : 896 places - I : 812 places - J : 812 places - K : 896 places |

Depuis sa création, la pelouse du stade des Costières est entourée de quatre tribunes, qui ne sont pas reliées entre elles ; il est impossible de faire à partir des gradins le tour du stade. La tribune Nord, qui est l'une des deux seules couvertes, est le cœur du stade, renfermant la tribune présidentielle, les loges, les bureaux et les studios de télévision.

### Terrain de jeu
Le terrain de jeu mesure approximativement 105 mètres de long et 68 mètres de large, avec quelques mètres d'espace de chaque côté du terrain. La pelouse n'est pas chauffée, le climat méditerranéen ne le nécessitant pas.

### Tribunes

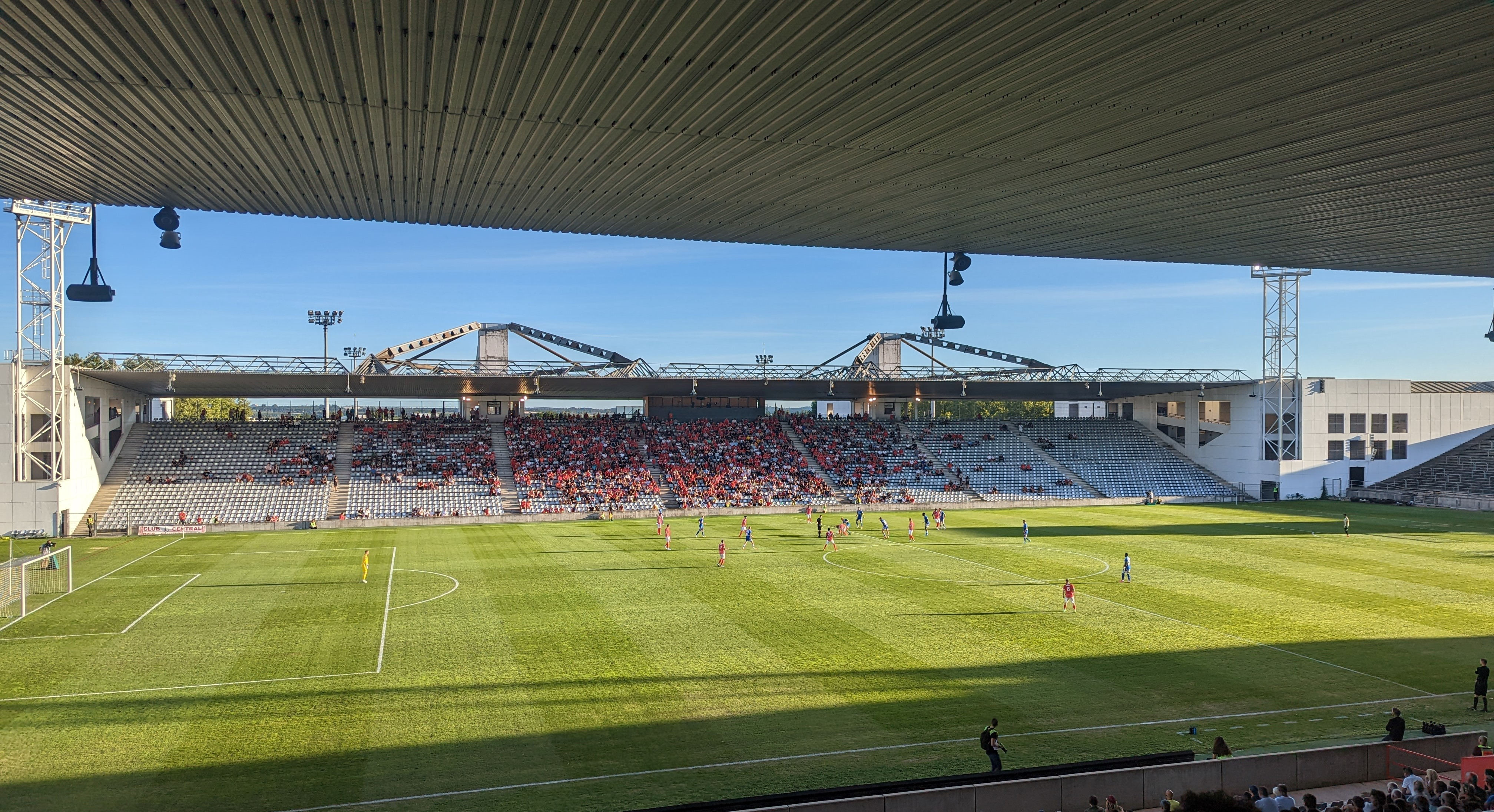
La Tribune Sud en 2022.
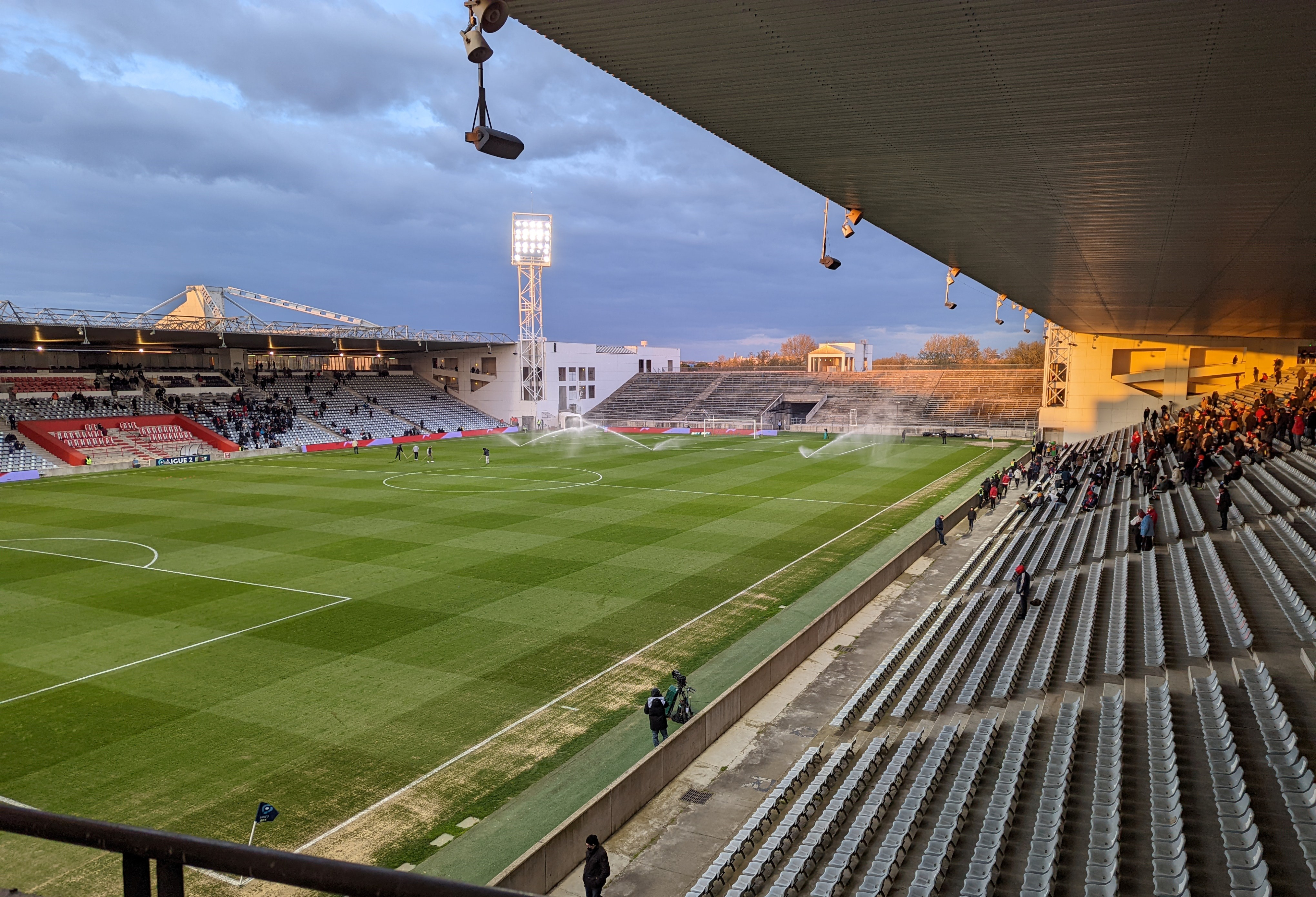
Le Pesage Est en 2022.
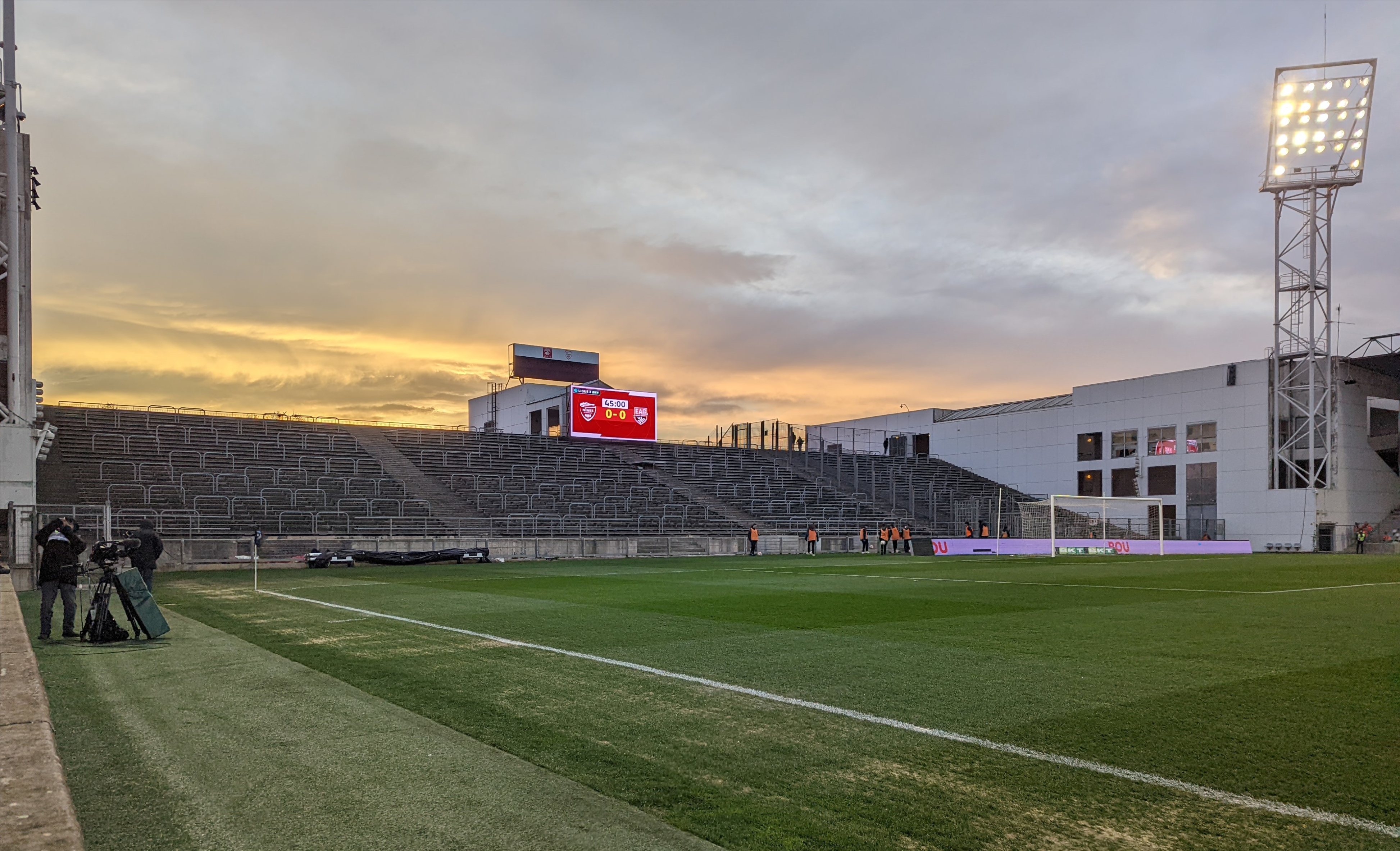
La tribune Ouest avec son écran géant et l'espace visiteurs sur sa partie droite.

#### Tribune Sud
La tribune sud est la tribune du stade qui peut contenir le plus de supporters avec environ 6 000 sièges disponibles. Les caméras de télévision étant placées sur cette tribune, elle est la moins montrée à la télévision. C'est la tribune contenant le plus d'ambiance du stade. Elle est couverte et construite sur le même plan que la tribune Nord.

#### Tribune Nord
La tribune nord, qui fait face à la tribune sud, est la tribune principale du stade des Costières. Elle est, avec la tribune Sud, la seule tribune couverte de l'enceinte et contient la tribune présidentielle ainsi que des loges, réservées notamment à l'accueil des V.I.P. qui souhaitent assister à des rencontres. La tribune de presse est aussi présente de ce côté-ci du stade.
Sous la tribune se trouvent les vestiaires sportifs, les locaux des arbitres, le centre antidopage, l'accès presse, la salle de conférence, les locaux techniques, les studios de télévision ou l'infirmerie joueurs.

#### Pesage Est
Le pesage Est comporte environ 3 400 places, ce qui fait de lui la plus petite tribune du stade. C'est la tribune avec le plus d'ambiance dans le stade puisque le groupe de supporter des "Gladiators" est situé dans cette tribune et les places sont moins chères qu'en tribunes.

#### Pesage Ouest
Le pesage Ouest, comporte quasiment le même nombre de places que le pesage Est (3 700 places) et possède la même architecture. La tribune contient une partie réservée aux supporters adverses de près de 900 places.

### Autres équipements
Sur l’aile du complexe existe un stade annexe, éclairé, de catégorie B. À l’intérieur du stade se trouvent des équipements couverts dont une salle de gymnastique moderne et des équipements polyvalents permettant la pratique du basket-ball, de l'escrime, des arts martiaux…

## Affluence

### Records d'affluence
La meilleure affluence de l'histoire du stade des Costières a été enregistrée lors d'un match de football en vue de la préparation de l'Équipe de France de football pour le Championnat d'Europe de football 1996, organisé en Angleterre. Dans ce match amical, l'équipe de France bat la Grèce sur le score de 3 à 1 devant 23 454 spectateurs.
Pour un match de football du Nîmes Olympique, la meilleure affluence est réalisée le 19 janvier 1992 lors de la vingt-cinquième journée retour du Championnat de France de football entre le Nîmes Olympique et l'Olympique de Marseille.
| Rang | Spectateurs | Sports     | Compétition (Tour)                                                    | Rencontre                                | Date              |
| ---- | ----------- | ---------- | --------------------------------------------------------------------- | ---------------------------------------- | ----------------- |
| 1    | 26 000      | Rugby à XV | Championnat de France de rugby Quart de finale                        | Rugby Club Toulon - Béziers              | 7 mai 1989        |
| 2    | 25 051      | Football   | Championnat de France de football 1991-1992 25e journée               | Nîmes Olympique - Olympique de Marseille | 19 janvier 1992   |
| 3    | 23 454      | Football   | Match amical de football                                              | France - Grèce                           | 21 février 1996   |
| 4    | 22 000      | Rugby à XV | Championnat de France de rugby Demi-finale                            | USA Perpignan - US Colomiers             | 11 mai 1998       |
| 5    | 21 336      | Football   | Coupe de France de football 1995-1996 Demi-finale                     | Nîmes Olympique - Montpellier HSC        | 14 avril 1996     |
| 6    | 21 188      | Football   | Championnat de France de football 1992-1993 6e journée                | Nîmes Olympique - Olympique de Marseille | 12 septembre 1992 |
| 7    | 20 002      | Football   | Championnat de France de football de Division 2 1994-1995 15e journée | Nîmes Olympique - Olympique de Marseille | 14 octobre 1994   |
| 8    | 19 965      | Football   | Championnat de France de football 1991-1992 31e journée               | Nîmes Olympique - Montpellier HSC        | 7 mars 1992       |
| 9    | 18 482      | Football   | Championnat de France de football National 2007-2008 38e journée      | Nîmes Olympique - Stade lavallois        | 16 mai 2008       |
| 10   | 18 334      | Football   | Coupe de France de football 2001-2002 1/4 de finale                   | Nîmes Olympique - AS Monaco              | 10 mars 2002      |

En juillet 1992, après la catastrophe de Furiani, une commission conduite par un inspecteur de la Jeunesse et des Sports et composée de représentants des pompiers et de la DDASS visite le stade des Costières et conclut que le stade peut contenir au maximum 29 163 places, plus 56 réservées à la presse et 278 dans les loges, soit un total de 29 497 spectateurs. Ce chiffre n'a cependant jamais été atteint, malgré une pointe à au moins 26 000 spectateurs (22 102 payants + les abonnés des deux clubs)[réf. souhaitée] le 7 mai 1989 lors du match de rugby Toulon-Béziers.
Les normes actuelles de sécurité ont ramené la capacité des Costières à seulement 18 364 places, toutes assises. Cependant les bancs des deux tribunes populaires situées derrière chaque but peuvent s'abaisser en cas de grosse affluence afin de passer de la configuration assise à la configuration debout[réf. nécessaire].

### Affluence par saison du Nîmes Olympique
Depuis la saison 1989-1990, le Nîmes Olympique a obtenu ses meilleures affluences moyennes à domicile en 2019, année de remontée en Ligue 1, avec 13 827 spectateurs, ainsi qu'en 1992 avec 12 240 spectateurs, année de remontée en Division 1 également. Ces moyennes s'améliorent avec les montées en division supérieure, la plus forte progression ayant eu lieu en 2019 à la suite de la montée en Ligue 1 avec une progression de 5 989 spectateurs.

## Utilisation du stade

### Nîmes Olympique
Le stade des Costières est géré par la municipalité de la ville de Nîmes. Le club résident est le Nîmes Olympique de  1989 à 2022. Le club paye un loyer et a à sa charge tous les frais liés à l'organisation d'un match (sécurité, stadiers, force de police, pompiers).
Les Nîmois jouent aux Costières leurs matchs à domicile pour les compétitions nationales et continentales dans lesquelles ils sont engagés.

### Autres clubs
En 2004-2005, le stade des Costières a accueilli quelques rencontres du Football Club Istres Ouest Provence. Le club istréen, alors tout juste promu en Ligue 1, ne possédait pas de structure nécessaire au haut niveau et a donc du jouer la première partie de la saison à domicile à Nîmes, en attendant la livraison de son nouveau stade, le stade Parsemain.
Lors de la saison 2005-2006, à la suite de l'envahissement du terrain contre Caen, le SC Bastia est condamné à jouer ses deux derniers matchs "à domicile" sur terrain neutre. Le club corse s'est alors tourné vers le stade des Costières.

### Autres matchs de football

#### Championnat d'Europe Espoirs 1994
Nîmes et Montpellier sont les deux sites choisis par la Fédération française de football pour organiser la phase finale du championnat d'Europe espoirs 1994. Une demi-finale ou encore le match comptant pour la troisième place se disputent aux Costières. Le 20 avril, la France de Thuram se retrouve opposée à l'Espagne dans le match pour la troisième place, et s'incline par 2 buts à 1, le but français étant inscrit par Pascal Nouma. Auparavant, la demi-finale disputée dans la ville gardoise, voit l'équipe du Portugal de Luís Figo s'imposer face à la sélection espagnole grâce à des buts inscrits en deuxième période par João Vieira Pinto et Rui Costa.

#### Équipe de France masculine
L'équipe de France de football joue contre la Grèce aux Costières le 21 février 1996, lors d'un match de préparation au Championnat d'Europe de football 1996. Les Français s'imposent alors 3 buts à 1 devant 23 454 spectateurs.
| Date            | Match          | Score | Compétition | Affluence |
| --------------- | -------------- | ----- | ----------- | --------- |
| 21 février 1996 | France - Grèce | 3-1   | Amical      | 23 454    |

Le 4 novembre 2002, une sélection de joueurs de l'équipe de France championne du monde en 1998 affronte l'Olympique de Marseille au stade des Costières. Cette rencontre se tient dans le cadre d'un match de solidarité, organisé en faveur des sinistrés des inondations ayant touché le département du Gard la même année. Les marseillais l'emportent alors 4-1.

#### Équipe de France féminine
L'équipe de France féminine de football dispute deux rencontres au stade des Costières. Les Bleues rencontrent le 1er juin 2000, dans le cadre des qualifications au championnat d'Europe, la Suède devant 6 787 spectateurs. Les Françaises, s'imposant 2 buts à 0 à la suite de buts inscrits par Anne Zenoni et Candie Herbert, se qualifient pour la première fois de leur histoire pour le championnat d'Europe.
La deuxième rencontre a lieu le 15 février 2012 devant 10 000 spectateurs. La France accueille les Pays-Bas en match amical. La rencontre se termine sur le score de 2-1 en faveur des Françaises, les buts français étant inscrits par Eugénie Le Sommer et Marie-Laure Delie.